# 中華人民共和国労働法
中華人民共和国労働法（ちゅうかじんみんきょうわこくろうどうほう）とは1994年7月5日に第8回全国人民代表大会常務委員会第8回会議で採択され、同日中華人民共和国主席令第28号において公布された、労働者の合法的な権利と利益を保護し、社会主義市場経済体制に適応した労働関係の構築と各種労働制度の設立のために、建国後初めて制定された労働に関する基本法である。なお中国語原文表記は、「中华人民共和国劳动法」である。

## 概説
本法は、13章107条で構成され、第1章「総則」（第1条から第9条）、第2章「就業の促進」（第10条から第15条）、第3章「労働契約と団体契約」（第16条から第35条）、第4章「労働時間と休息休暇」（第36条から第46条）、第5章「賃金」（第46条から第51条）、第6章「労働安全衛生」（第52条から第57条）、第7章「女性従業員と未成年労働者の特別な保護」（第58条から第65条）、第8章「職業訓練」（第66条から第69条）、第9章「社会保障と福祉」（第70条から第76条）、第10章「労働紛争」（第77条から第84条）、第11章「監督検査」（第85条から第88条）、第12章「法律責任」（第89条から第105条）、第13章「附則」（第106条・第107条）である。

## 背景と沿革
建国後、1950年代に計画経済システムを打ち立ててから、1980年代半ばまでは、都市で勤労する者については一律に、いわゆる「固定工」制度が採られていた。つまり、学校を卒業すれば、国から職が行政的に「分配」され、基本的に定年までその職場で勤務した。とりわけ国有企業が計画経済体制のもとで活動していた1970年代まで、（都市）労働者の就業は基本的に国によって保障され、失業者は存在しないとされていた。実際には失業状態にある者も存在したが、そうした状況は一時的なものとみなされ、彼らは「失業者」ではなく、「待業者」と呼ばれた。国は労働者に職場を保障しなければならなかったが、労働者にとっては、職場は国によって与えられるものであり、職業を選択する自由は与えられていなかった。職場は生産組織として「労働＝報酬」という単純な経済的機能にとどまらず、都市住民の生活基盤にかかわる包括的な機能を果たした。それは国家による国民把握のための基本単位ともなり、文字通り「単位（ダンウェイ）」と呼ばれた。「単位」は各種生活物資や住宅の配給、医療・年金などの社会保障、食堂・浴場・保育園・学校・商店・理髪店・娯楽施設などの社会サービスを従業員に提供し、戸籍や治安、「档案」を通じた政治思想面での監視・統制のツールであった。「単位」と労働者の間には契約関係はなく、その法的な性質が問われることもなかった。このシステムのもとでは給与水準は低いものの、ゆりかごから墓場まで「単位」が面倒みる、極めて平等な社会が実現した。食いっぱぐれがないという意味で「鉄飯碗」（割れない茶碗）、能力や成果が分配に反映されない悪平等という意味で「吃大鍋飯」（大釜の飯を食う）と形容された。このシステムが実現可能だったのは、農村からの人口移動を戸籍制度によって厳しく制限し、都市を閉じられた空間にできたからである。1978年の中共11期三中全会で「改革開放」路線が打ち出され、市場経済への移行が進むにともない、このような関係は急速に解消された。国有企業に解雇権が与えられる一方、労働者にも職業選択の自由が与えられ、労働力市場が形成され、これにより国有企業は終身雇用制から転換して、労働契約制に移行することになった。かつて政府によって計画的に配分された行政的身分関係の固定工も、市場経済体制の中で労働契約を締結する契約工となり、本法により、すべての労働関係は労働者とその使用単位が労働契約を締結することによって形成されることになった（本法第16条第2項）。

## 本法の内容
本法は第3条以下において、上述枠組みの中での労働者の諸権利と各種労働制度を規定する。労働政策諸規定は基本的に憲法に対応する。本法も「中華人民共和国憲法」による保障に対応して職業選択の権利、労働組合に参加して組織する権利、労働者・使用者単位双方の労働契約を解除する権利が追認された。ただ憲法第42条の「労働の権利」本体とその実現のための諸権利（団結権・団体交渉権・団体行動権）については本法が、労働者の基本的権利として定めたか明確ではない。本法は、労働法分野でのもっとも基本的な法律であり、労働法分野における他の法律の一般法規にあたる。現在中国においては、「労働契約」についての基本的な法律である「中華人民共和国労働契約法」、労働組合（工会）についての基本的な法律である「中華人民共和国労働組合法」、使用者と労働者間の紛争解決手続きについて定めた法律である「中華人民共和国労働紛争調停仲裁法」がある。本法はかなりの部分これら特別法と重複しており、重複する部分については、その特別法が優先的に適用される。その他法務ないし人事労務の実務において重要な法令や司法解釈が数多くある。例えば労働契約法実施条例、最低賃金規定、有給休暇条例等である。また各地の地方人民政府は、地方法規（日本における地方条例に相当）を定めることができる。地方法規は、中央の法令に反することはできないが、各地の地方の実情に合わせて中央の法令を補充する内容の規定を定めることができる。このような地方法規によって本法が補充されうる。以上の点をふまえた上で、本法独自の規定として実務上重要なものとして、以下のような労働条件等に関する一般的な規制を挙げることができる。
1. 労働時間に関する規制（原則1日8時間、週平均44時間以内等）
2. 休暇に関する規則（原則最低1日の休暇、法定休日。年次有給休暇等）
3. 賃金（同一労働同一賃金の原則、各地方（省）別の最低賃金制度、通貨払い・直接払い・全額払いの原則等）
4. 女子・未成年の保護（妊娠期間の特別保護、出産・授乳休暇、危険労働禁止等）